# Haan
Haan är en stad i Kreis Mettmann i det tyska förbundslandet Nordrhein-Westfalen. Haan, som är beläget mellan Düsseldorf och Wuppertal, har cirka 31 000 invånare.

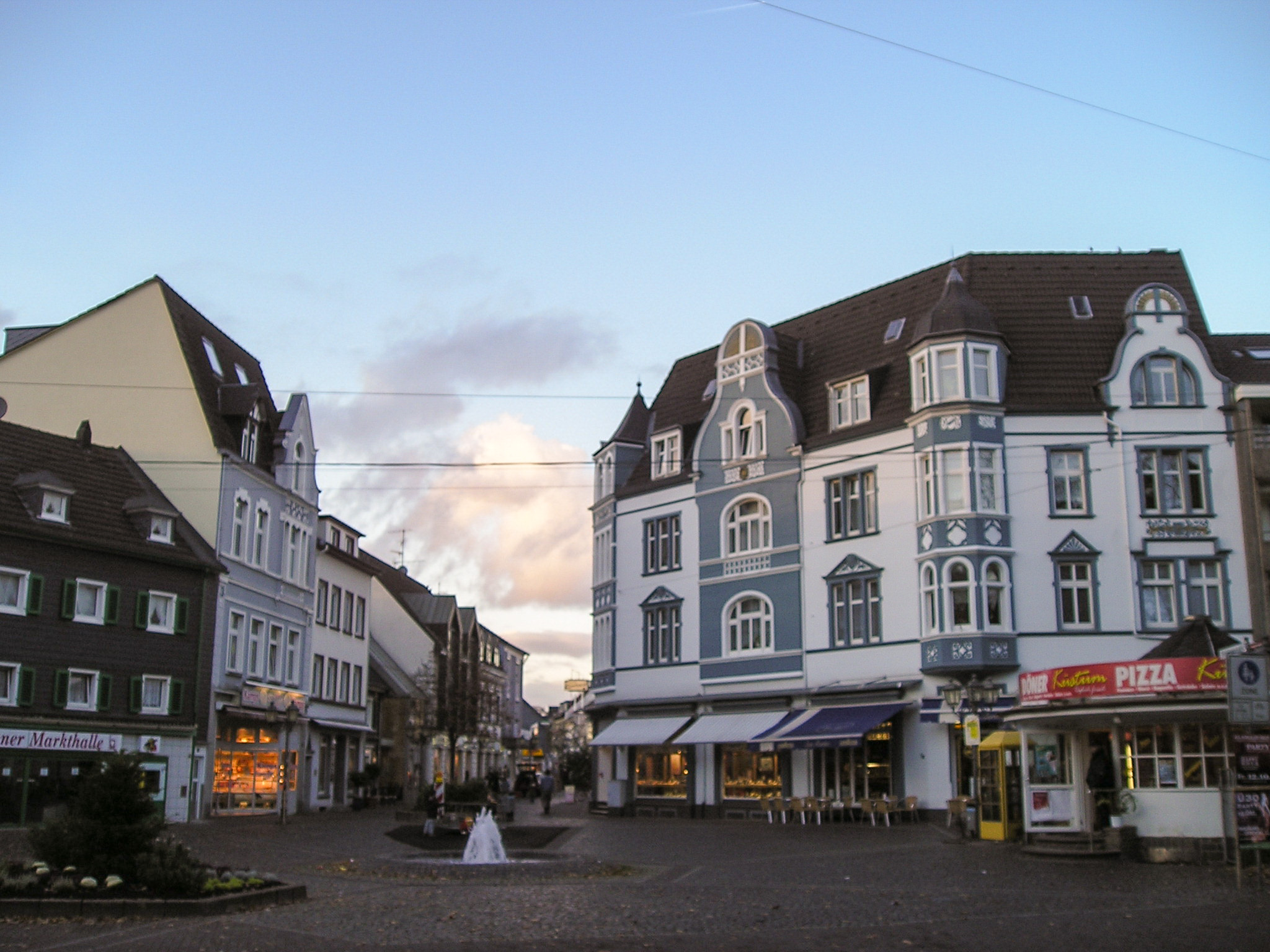
Det gamla salutorget.